# Beke Dénes
Beke Dénes (Budapest, Erzsébetváros, 1911. augusztus 23. – Budapest, 1962. március 21.) magyar szerves kémikus, egyetemi tanár, a kémiai tudományok doktora (1961), Kossuth-díjas (1949). Beke Ödön (1883–1964) nyelvész fia.

## Életpályája
Budapesten született Beke Ödön és Lusztig Sarolta első gyermekeként. A Magyar Királyi József Műegyetemen szerezte vegyészmérnöki és műszaki doktori oklevelét 1934-ben. 1935-ben házasságot kötött Katona Györgyike Mártával, akivel 1955-ben váltak el. 1952-ben a kémiai tudományok kandidátusa, majd 1961-ben doktora. Vezetője volt a Wander Gyógyszer- és Tápszergyár (későbbi EGIS) kutatólaboratóriumának, 1948-tól pedig ugyanitt főmérnökként dolgozott. Pártmunkásként a Vörös Segélyben is tevékenykedett. 1949-ben megszervezte a Szerves Vegyipari Kutató Intézetet, majd a Gyógyszeripari Kutató Intézetet, mindkét intézmény igazgatója is volt. 1950-től a műszaki egyetem szerves kémiai tanszékén tanított, 1957-től pedig tanszékvezető volt.
Több gyógyszeripari találmány feltalálója. Jelentős eredményeket ért el az alkaloidkémia területén, a szintetikus gyógyszerkészítmények gyártási eljárásainak kidolgozásában. Az izokinolin-gyűrű kialakítására új módszert dolgozott ki és több származékát is létrehozta. Több mint hetven tudományos dolgozat szerzője.

## Főbb művei
- Arbeiten über Chemotherapeutica gegen bakterielle Infektionskrankheiten. (Officina Wander. 1865–1940. Budapest, 1940)
- Szintétikus szerves vegyi iparok. Összeáll. Többekkel. (Budapest, 1949)
- Ketonaldehidek reduktív kondenzációja. Fodor Gáborral, Kovács Ödönnel. (Magyar Kémiai Folyóirat, 1950)
- Új helyiérzéstelenítő hatású vegyületek. 1–3. Lempert Károllyal. (Magyar Kémiai Folyóirat, 1952–1955)
- Kotarninszármazékok szerkezeti problémái. 1–4. Többekkel. (Magyar Kémiai Folyóirat, 1956)
- Verhalten der Opiansäure gegenüber decarboxylierenden und desalkylierenden Agentien. Szántay Csabával. (Acta Chimica, 1957)
- Beiträge zur Tautomerie der heterocyclischen, pseudobasischen Aminocarbinole. Szántay Csabával. (Periodica Polytechnica. Chemical Engineering, 1957)
- Bevezetés a szerveskémiába. Egy. jegyz. (Budapest, 1957; 2. kiad. 1–2. Budapest, 1959)
- Egy új izokinolin-gyűrűzárási reakció. 1–5. Harsányi Kálmánnal, Korbonits Dezsővel. (Magyar Kémiai Folyóirat 1957–1959)
- Synthese von neuen, pharmakologisch wirksamen 1-amino-1-[3-phthalidyl]-alkanen, Szántay Csabával. (Periodica Polytechnica. Chemical Engineering, 1958)
- Adatok a heterociklusos, pszeudobázisos aminokarbinolok kémiájához. 13–26. Többekkel. (Magyar Kémiai Folyóirat, 1959–1963)
- Vizsgálatok a heterogyűrűs pszeudobázisos aminokarbonátok kémiája területén. Doktori értekezés. (Budapest, 1960)